# Public Advertiser
Der Public Advertiser war eine Londoner Zeitung des 18. Jahrhunderts. 
Sie erschien ursprünglich als London Daily Post and General Advertiser dann einfach als General Advertiser und bestand mehr oder weniger aus Anzeigen. Nach der Übernahme durch seinen Drucker, Henry Woodfall, wurde er neu als Public Advertiser herausgebracht und hatte gleichzeitig sehr viel mehr Nachrichteninhalt. 1758 wurde er von dem 19-jährigen Sohn des Druckers, Henry Sampson Woodfall, übernommen.